# Matt Leyden-trófea
A Matt Leyden-trófea egy díj, melyet az Ontario Hockey League-ben osztanak ki a legjobb edzőnek a szezon végén. Az edzők és a GM-ek választanak és a saját edzőre nem lehet szavazni.

## A díjazottak
| Szezon    | Edző             | Csapat                      |
| 2014–2015 | Sheldon Keefe    | Sault Ste. Marie Greyhounds |
| 2013–2014 | D. J. Smith      | Oshawa Generals             |
| 2012–2013 | Mike Vellucci    | Plymouth Whalers            |
| 2011–2012 | Greg Gilbert     | Saginaw Spirit              |
| 2010–2011 | Mark Reeds       | Owen Sound Attack           |
| 2009–2010 | Dale Hunter      | London Knights              |
| 2008–2009 | Bob Boughner     | Windsor Spitfires           |
| 2007–2008 | Bob Boughner     | Windsor Spitfires           |
| 2006–2007 | Mike Vellucci    | Plymouth Whalers            |
| 2005–2006 | Dave Barr        | Guelph Storm                |
| 2004–2005 | Dale Hunter      | London Knights              |
| 2003–2004 | Dale Hunter      | London Knights              |
| 2002–2003 | Brian Kilrea     | Ottawa 67's                 |
| 2001–2002 | Craig Hartsburg  | Sault Ste. Marie Greyhounds |
| 2000–2001 | Dave MacQueen    | Erie Otters                 |
| 1999–2000 | Peter DeBoer     | Plymouth Whalers            |
| 1998–1999 | Peter DeBoer     | Plymouth Whalers            |
| 1997–1998 | Gary Agnew       | London Knights              |
| 1996–1997 | Brian Kilrea     | Ottawa 67's                 |
| 1995–1996 | Brian Kilrea     | Ottawa 67's                 |
| 1994–1995 | Craig Hartsburg  | Guelph Storm                |
| 1993–1994 | Bert Templeton   | North Bay Centennials       |
| 1992–1993 | Gary Agnew       | London Knights              |
| 1991–1992 | George Burnett   | Niagara Falls Thunder       |
| 1990–1991 | George Burnett   | Niagara Falls Thunder       |
| 1989–1990 | Larry Mavety     | Kingston Frontenacs         |
| 1988–1989 | Joe McDonnell    | Kitchener Rangers           |
| 1987–1988 | Dick Todd        | Peterborough Petes          |
| 1986–1987 | Paul Theriault   | Oshawa Generals             |
| 1985–1986 | Jacques Martin   | Guelph Platers              |
| 1984–1985 | Terry Crisp      | Sault Ste. Marie Greyhounds |
| 1983–1984 | Tom Barrett      | Kitchener Rangers           |
| 1982–1983 | Terry Crisp      | Sault Ste. Marie Greyhounds |
| 1981–1982 | Brian Kilrea     | Ottawa 67's                 |
| 1980–1981 | Brian Kilrea     | Ottawa 67's                 |
| 1979–1980 | Dave Chambers    | Toronto Marlboros           |
| 1978–1979 | Gary Green       | Peterborough Petes          |
| 1977–1978 | Bill White       | Oshawa Generals             |
| 1976–1977 | Bill Long        | London Knights              |
| 1975–1976 | Jerry Toppazzini | Sudbury Wolves              |
| 1974–1975 | Bert Templeton   | Hamilton Fincups            |
| 1973–1974 | Jack Bownass     | Kingston Canadians          |
| 1972–1973 | George Armstrong | Toronto Marlboros           |
| 1971–1972 | Gus Bodnar       | Oshawa Generals             |